# Johann Weber (Heimatforscher)
Johann „Hans“ Weber (* 21. Januar 1939; † 18. Juli 2021) war ein deutscher Heimatforscher und Ortschronist von Mering.

## Werdegang
Weber lebte bis zum Schluss im Elternhaus, dem Banscher-Anwesen in der Augsburger Straße in Mering, einem Markt im schwäbischen Landkreis Aichach-Friedberg. Er wuchs dort als jüngstes von vier Geschwistern auf. Acht Jahre besuchte er die Volksschule in Mering. Anschließend begann er eine kaufmännische Lehre bei dem Möbelhändler Gesswein in Mering. Krankheitsbedingt schied er im Jahr 1964 aus dem Betrieb aus und ging in Frührente. Er beschäftigte sich nun mit vielseitigen Aufgaben und intensiv mit der Heimatforschung in seinem Geburtsort, wobei ihm zugutekam, dass er immer im Ort ansässig gewesen und die Erforschung der Ortsgeschichte seine Leidenschaft war. Als Zeitgenosse lag ihm insbesondere die Dokumentation der Ortsgeschichte der Kriegs- und der Nachkriegszeit am Herzen, zu der er eine einzigartige Materialsammlung aus Zeitungsartikeln, sonstigen schriftlichen Unterlagen und Dokumenten sammelte.
Johann Weber war Gründungsmitglied des Heimatvereins Mering. Er übernahm das Amt des Schriftführers. Dort organisierte er die kulturhistorischen Ausflugsfahrten, die sich zu einem Aushängeschild des Vereins entwickelten. Er forschte zur Geschichte des Ortes und verfasste mehrere Aufsätze und veröffentlichte Bücher, meist im Eigenverlag. Zu fast allen Sonderausstellungen im Museum schrieb er Begleittexte.
Über 30 Jahre lang erstellte er den Fahrplan für den Nahverkehr. Für die Busfahrten der Theatergemeinde zu Aufführungen des Stadttheaters Augsburg war er über Jahre hinweg der örtliche Ansprechpartner. Über 40 Jahre war er Mitglied bei der Arbeiterwohlfahrt Mering und gründete hier eine Selbsthilfegruppe für Krebskranke. Politisch war er viele Jahre Mitglied der SPD und dieser Partei zugewandt.
Im Jahr 2012 wurde er von der Gemeinde mit dem Goldenen Ehrenring ausgezeichnet. Diese Anerkennung nahm er erst nach Zuspruch durch seine Freunde an, denn er war bescheiden und wollte niemals im Mittelpunkt stehen. Über die Ortsgeschichte wusste er fast alles, er hat sein Wissen akribisch aufgezeichnet und dem Marktarchiv, um dessen Einrichtung er sich lange Jahre intensiv bemüht hatte, seine Aufzeichnungen hinterlassen.
Er war Initiator für die Gründung des Gemeindearchives und kämpfte bis zuletzt für das Heimatbuch zum 1000-jährigen Ortsjubiläum, für dessen Erscheinen er die treibende Kraft gewesen war.

## Publikationen

### Schriften
- 90 Jahre SPD Mering. Chronik 1919 - 2009. 2009. DCC-Notation 324.24307209433770904[6]
- Das Kriegsende 1945 in Mering mit einem Supplement: Mering in der NS-Zeit 1933-1945. 2010, DCC-Notation 943.3770874[7]
- Sozialdemokratischer Verein Mering und Umgebung 1919 – 1933. 1989.[8]
- Das Kriegsende 1945 in Mering. Aus der Geschichte Merings. Band 1. Hrsg.: Heimatverein Mering e. V., 1996.
- Vor 300 Jahren: Mering im Spanischen Erbfolgekrieg 1704. Begleitheft zur Ausstellung des Heimatvereins Mering e.V. und des Heimatmuseum Mering 18./25. Juli 2004. 2004.
- Maria Zettler. Ein Leben für den Katholischen Frauenbund. Katholischer Frauenbund, Mering 2004.

### Beitrag
- Der Kampf des Müllers Freymann von Mering gegen den Bau der Eisenbahn München-Augsburg 1833 bis 1840. In: Altbayern in Schwaben. Jahrbuch für Geschichte und Kultur 2011. Hrsg.: Landkreis Aichach-Friedberg, S. 105–136.

### Beiträge in „Meringer Sammelmappe“
- Blatt 4 – Die Familie Freymann auf der Oberen Mühle in Mering im 19. Jahrhundert und der Bau der Eisenbahn Augsburg – München. 2002
- Blatt 7 – Meringer Weihnacht in den 30er Jahren (sic) (Text von Hans Selder, 1978), 2002
- Blatt 10 – Interims-Tagebuch über alle Einnahmen und Ausgaben der Gemeinde Mering vom 1. Oktober 1866 bis 31. Dezember 1867. 2004.

mit Johannes Kieweg
- Blatt 16 – Die Teilungsurkunde des herzoglichen Hofbaues zu Mering vom April 1482. 2006.
- Blatt 17 – Die Landesvermessung unter König Max Joseph I. von Bayern und das Meringer Katasterverzeichnis. 2006.
- Blatt 21 – Die Ortsansicht von Mering im Antiquarium der Münchner Residenz aus der Zeit um 1590 (Teil 1). 2008.
- Blatt 22 – Die Ortsansicht von Mering im Antiquarium der Münchner Residenz aus der Zeit um 1590 (Teil 2). 2008.
- Blatt 27 – Vor 804 Jahren: König Otto IV. startet vom Gunzenlee aus zur Kaiserkrönung 2013.
- Blatt 28 – Die Poststraßen von Augsburg nach München (Teil 1). 2013.
- Blatt 29 – Die Poststraßen von Augsburg nach München (Teil 2). 2015.

### Sonstiges
- Historische Epithaphien, Grab- und Gedenktafeln in und um die Pfarrkirche, am Leichenhaus des Alten Friedhofes, an der St. Leonhardskapelle und in der St. Franzisk-Kapelle. 2008.